# Halla Tómasdóttir
Halla Tómasdóttir (n. 11 octombrie 1968, Reykjavík, Islanda) este o femeie de afaceri și politiciană islandeză, care ocupă funcția de președinte al Islandei din anul 2024. Este a doua femeie aleasă în această funcție în istoria țării, după Vigdís Finnbogadóttir.
Înainte de alegerea sa ca președintă, Halla a deținut funcția de director executiv al organizației internaționale The B Team, un grup non-profit global dedicat promovării unui nou model de leadership responsabil și sustenabil în afaceri.

## Biografie
Halla a absolvit Verzlunarskóli Íslands în 1986, după care s-a mutat în Statele Unite ca studentă internațională. A urmat cursurile liceului Evansville Central, apoi a obținut, în 1993, o diplomă de licență în administrarea afacerilor, cu specializare în management și resurse umane, la Auburn University at Montgomery. În 1995 a obținut un master în administrarea afacerilor (MBA) la Thunderbird School of Global Management din cadrul Arizona State University.

## Carieră timpurie
Halla a fost membră a echipei fondatoare a Universității Reykjavík în 1998. De asemenea, a cofondat firma de investiții Auður Capital. A ocupat funcția de directoare executivă a organizației The B Team, un grup non-profit global care reunește lideri din mediul de afaceri și societatea civilă, promotor al practicilor economice centrate pe oameni și pe climă.

### Campania prezidențială din 2016
La 17 martie 2016, Halla și-a anunțat candidatura la alegerile prezidențiale din Islanda. A obținut 27,9% din voturi, clasându-se pe locul al doilea după Guðni Th. Jóhannesson, care a câștigat cu 39,1%.

## Președinția (2024–prezent)
La 1 iunie 2024, Halla a câștigat alegerile prezidențiale din Islanda, învingând-o pe fosta prim-ministră Katrín Jakobsdóttir cu o diferență de aproximativ 10 puncte procentuale. Campania sa s-a concentrat pe subiecte precum efectele rețelelor sociale asupra sănătății mintale a tinerilor, dezvoltarea turismului și rolul inteligenței artificiale. A preluat oficial funcția la 1 august 2024.

## Viață personală
Halla s-a născut la Reykjavík. Este căsătorită cu Björn Skúlason, iar împreună au doi copii. Părinții ei sunt Tómas Björn Þórhallsson, instalator, și Kristjana Sigurðardóttir, pedagog social.

## Distincții

### Distincții naționale
- Mare Maestră și Mare Cruce cu Colan al Ordinului Șoimului (1 august 2024)

### Distincții internaționale
- Danemarca: Cavaler al Ordinului Elefantului (8 octombrie 2024)[12]
- Norvegia: Mare Cruce a Ordinului Regal Norvegian Sfântul Olav (8 aprilie 2025)
- Suedia: Cavaler al Ordinului Regal al Serafimilor (6 mai 2025)[13]